# ستيفانو ماركيتي (لاعب هوكي الجليد)
ستيفانو ماركيتي (بالإيطالية: Stefano Marchetti)‏ هو لاعب هوكي الجليد إيطالي، ولد في 10 نوفمبر 1986 في ترينتو في إيطاليا.

## وصلات خارجية
- ستيفانو ماركيتي على موقع EliteProspects.com (الإنجليزية)
- ستيفانو ماركيتي على موقع HockeyDB.com (الإنجليزية)